# Berliner Fechtclub
Der Berliner Fechtclub wurde um 1895 gegründet und ist der älteste Fechtclub in Berlin. Der Verein hat seine Trainingsstätte in der Sekundarschule Wilmersdorf in Berlin-Schmargendorf.

## Geschichte

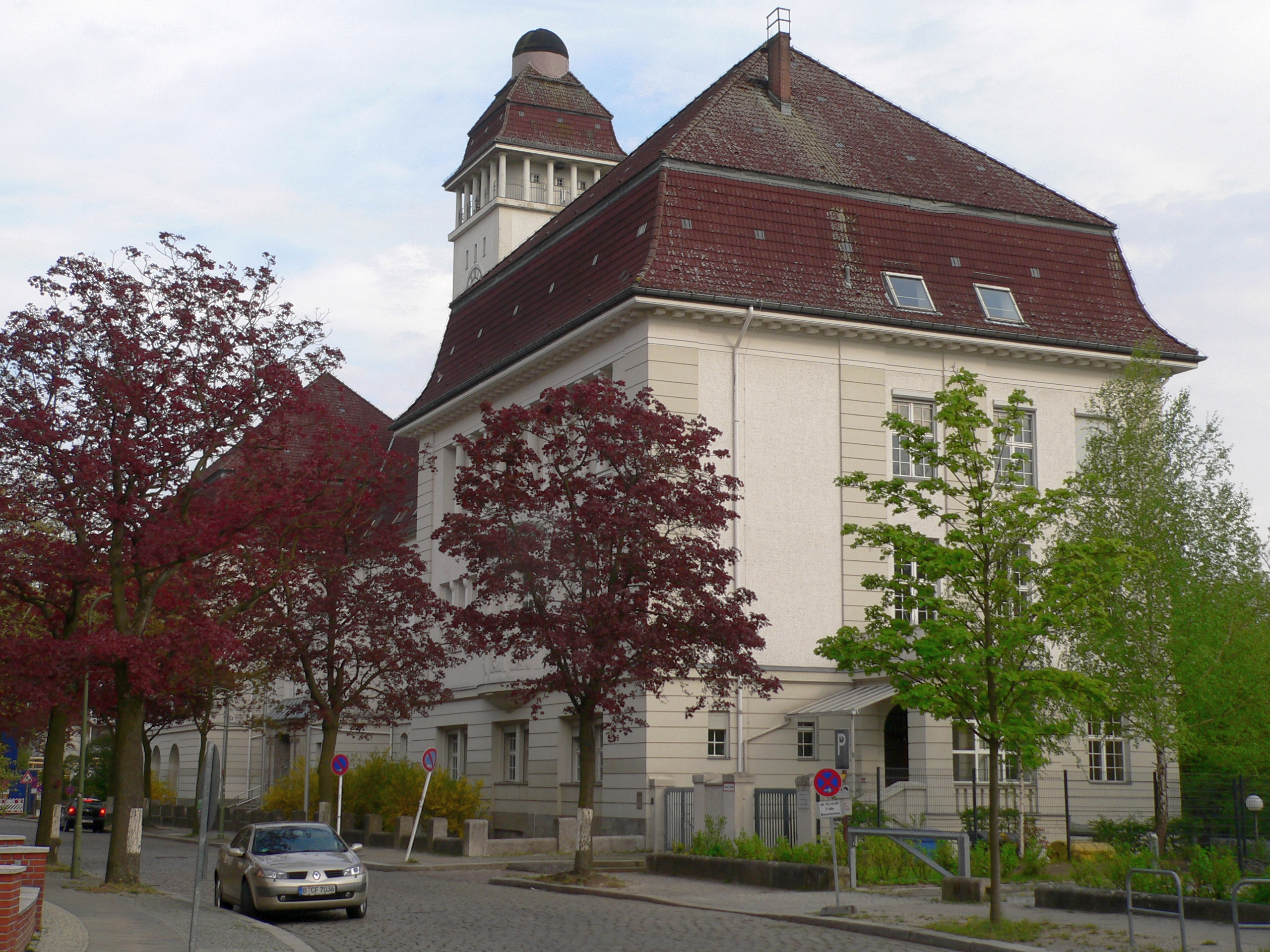
Die heutige Trainingsstätte des Berliner FC ist die Sekundarschule Wilmersdorf, Berlin-Schmargendorf

Die Gründung des Berliner Fechtclubs um 1895 erfolgte vor der des Deutschen Fechterbundes, der 1911 gegründet wurde. Der erste Trainingsort war das Equitable-Gebäude an der Ecke Leipziger- und Friedrichstraße. Interessierte konnten mit Florett und Säbel fechten.
Am 17. Dezember 1945 wurde das Sportfechten als militärische Übung vom Alliierten Kontrollrat untersagt. Nach Wiederzulassung des Fechtsports in Berlin wurde der Berliner Fechtclub am 11. September 1950 als erster Berliner Fechtverein nach dem Zweiten Weltkrieg wieder gegründet. Der erste Trainingsstandort war in der Land-Schule am U-Bahnhof Dahlem Dorf. Später erfolgte der Umzug in die Rudolf-Diesel-Schule in der Prinzregentenstraße in Berlin-Wilmersdorf.
Am 27. September 1966 wurde der Berliner Fechtclub als Verein eingetragen (VR 3748 B, Vereinsregister Berlin-Charlottenburg).

## Mitglieder
Dem Verein gehören etwa 150 Fechterinnen und Fechter an. Gefochten wird in den drei Waffengattungen Florett, Degen und Säbel in allen Altersklassen (Kinder, Jugend, Senioren und Veteranen).

## Erfolge
Bei den ersten Deutschen Meisterschaften 1896, die im Rahmen der Berliner Gewerbeausstellung ausgetragen wurden, gewann der Vorsitzende vom Berliner FC Edward Breck den Meistertitel im Florettfechten; parallel siegte sein Vereinskamerad Kurt Pridöhl im Säbel (s. a. Liste der Deutschen Einzelmeister im Fechten). Der Fechtmeister des Berliner FC, Ettore Schiavoni (1866–1930), siegte 1899 im Säbelwettbewerb der Fechtmeister. Schiavoni wirke über 30 Jahre als Fechtmeister Berliner Fechtclub. Der Verein wurde bei den Deutschen Fechtmeisterschaften 1920 Meister in der Mannschaftswertung im Säbel. Im Folgejahr wurde er bei dem Meisterschaften Dritter im Degen und Florett.
Erwin Casmir gewann für den Berliner Fechtclub bei den Deutschen Fechtmeisterschaften 1920 im Säbel sowie bei den Deutschen Fechtmeisterschaften 1921 im Degen und Florett.
Weiterhin wurde Robert Sommer Deutscher Meister im Herrenflorett (1929) sowie Wilfried Pflaumenbaum Vizemeister im Degen (1954)(s. a. Liste der Deutschen Einzelmeister im Fechten).